# Livre Arbítrio (banda)
Livre Arbítrio é uma banda brasileira de rock cristão, uma das primeiras deste género, tendo início na primeira metade da década de 90.

## História
No final dos anos 80 a então banda "Salvo Conduto" precisava de um novo nome pois já havia outras bandas homônimas, então, após exaustiva reunião para dar um novo nome ao grupo, o guitarrista Raphael Costa falava algo sobre o Livre arbítrio do cristão, então o baterista Ricardo Alves disse: - É isso!! "Livre Arbítrio" esse vai ser o nome da banda! E todos concordaram![carece de fontes?]
A filosofia principal da banda no momento de sua formação era de fazer rock sem nenhum rótulo e evangelizar através da convivência e da música. A banda tocava em shows de rock pela cidade de Brasília, junto com punks, skinheads, rockeiros urbanos, mpbs, obtendo espaço no cenário musical da cidade.[carece de fontes?]
No final da década de 80, com um repertório autoral, decidem então gravar seu primeiro LP. Após conseguir patrocínio, o grupo parte para São Paulo onde grava Corsário do Rei, seu disco de estreia, porém, sem divulgá-lo à princípio. A gravadora Gospel Records logo faria uma proposta à banda, divulgando o trabalho do grupo em todo o pais, obtendo assim, uma ótima aceitação do público.
Nos anos seguintes, o grupo lançou mais álbuns, como Liberdade de Expressão, Acústico, Volta, e Nunca Só.
Depois de alguns anos de inatividade, a banda voltou com nova formação às atividades em março de 2014 e esteve ativa até 2020.

## Discografia
- 1991: Corsário do Rei[3]
- 1994: Liberdade de Expressão[4]
- 2000: Acústico[5]
- 2005: Volta[2]
- 2012: Nunca Só